# Kritischer Realismus (Kunstgeschichte)
In der bildenden Kunst bezeichnet Kritischer Realismus einen Stil, der aus dem Naturalismus des 19. Jahrhunderts, genauer aus dem Realismus und der daraus entstandenen Neuen Sachlichkeit hervorging. Ende der 1920er Jahre wurden Kunst und Kultur „zu einer Art Duellplatz der Weltanschauungen. Linke Künstler [wandten sich von der] als zu harmlos erachteten Neuen Sachlichkeit ab und erklären ihre Arbeit einmal mehr zur scharfen Waffe im politischen Kampf.“

## Geschichte

### Zwischenkriegszeit
Die Grundlagen des Kritischen Rationalismus entstanden in der Weimarer Republik mit Arbeiten u. a. von Otto Dix, Otto Griebel, George Grosz, John Heartfield und auch Max Beckmann sowie einigen Vertretern des Dadaismus wie z. B. Raoul Hausmann und Hannah Höch. Die Werke wurden in der NS-Zeit als Entartete Kunst diffamiert und zum Teil vernichtet. Der Hallenser Kunsthistoriker Wolfgang Hütt rekonstruierte 1957 eine Traditionslinie der kritisch-realistischen Kunst und verortete in dem Aufsatz: „Der kritische Realismus in Deutschland“ die Anfänge bereits in den papstkritischen Bildern des Renaissance-Malers Hans Holbein der Jüngere im 16. Jahrhundert. Im Weiteren zählte er Ernst Barlach, Otto Dix, George Grosz, Hans und Lea Grundig, Käthe Kollwitz, Max Lingner und Otto Nagel zu den Kritischen Realisten.

### Nach 1945
Nach dem Zweiten Weltkrieg knüpfte der Kritische Realismus an den Verismus der Neuen Sachlichkeit aus der Weimarer Zeit an und entwickelte sich in Westdeutschland einschließlich West-Berlin in Abgrenzung zum sozialistischen Realismus. „Das Engagement [dieser Künstler] greift Themen auf wie Krieg, Unterdrückung der Frau und Manipulation durch Politiker. Zur Darstellung werden Fotomontagen, aggressive Farbgebung, Deformierungen und andere karikierende Elemente verwendet.“ Ab den 1960er Jahren positionierten sich seine Anhänger gegen avantgardistische Strömungen, die sich ohne Rückbesinnung auf gesellschaftskritische Realitäten am öffentlichen Kunstbetrieb orientieren.
Als ein wichtiger Vertreter gilt Hans-Peter Alvermann aus Düsseldorf. Bekannt wurde er „für seinen zeitkritischen und gesellschaftlich engagierten Realismus. [Seine Arbeiten] verweisen auf sozialkritische und politische Themen, oft in Form ironischer Persiflagen.“ Alvermanns Assemblagen aus Mitte der 1960er Jahre – vergleichbar mit denen der Künstler des Nouveau Réalisme – betrachtete er: „als Vorstufen einer von ihm angestrebten politisch und gesellschaftlich engagierten, kritischen Kunst.“ Insbesondere führte Johannes Grützke die gesellschaftlichen Missstände in einer karikierend überzeichneten Manier vor Augen; im Bereich der Graphik wäre Klaus Staeck zu nennen und in seinen Anfängen auch der Fluxuskünstler Wolf Vostell, der 1968 mit Miss America „ein schockierendes Pressefoto aus dem Vietnamkrieg mit einer belanglosen Modefotografie verband.“
Harald Duwes Figurenbilder aus Hamburg zeugen von einer „unverhohlen vorgetragene Gesellschaftskritik“ zu Themen wie Gewalt, Militarismus, Freizeit und Umwelt: u. a. Faschingsmahl von 1952, Kind am Strand mit Mercedes, 1972, wo dem Kind fast der Lebensraum genommen ist oder Kriegsdenkmal U-Boot in Laboe, 1984, mit unbedarft Sonnenbadenden vor dem Bug des Kriegsschiffs. Im Nachruf auf den Künstler erklärte Werner Hofmann 1984: „Duwes Scharfblick hielt die Dinge auseinander und führte sie zugleich auf ihre gemeinsamen Wurzeln zurück. Wenn den Realisten die Fähigkeit ausmacht, die äußere Wirklichkeit mit innerer Wahrheit aufzuladen, dann war Harald Duwe einer der bedeutendsten Realisten seines geschichtlichen Augenblicks.“
Anfang der 1970er Jahre propagierte die Westberliner Gruppe Aspekt die Relevanz des Kritischen Realismus als Gegenwartskunst. Vier der Initiatoren: Ulrich Baehr, Hans-Jürgen Diehl, Wolfgang Petrick und Peter Sorge, waren bereits 1964 Mitbegründer der Produzentengalerie Großgörschen 35 gewesen. Im Weiteren wurde die Künstlergruppe von den figürlich arbeitenden Grafikern, Bildhauern, Zeichnern und Malern Hermann Albert, Arwed D. Gorella, Maina-Miriam Munsky, Joachim Schmettau, Klaus Vogelgesang, Bettina von Arnim sowie Jürgen Waller etabliert. Vor dem Hintergrund zweier Weltkriege, der Kriege in Korea und Vietnam, dem Kalten Krieg und den Studentenprotesten, sowie in Distanzierung zur britischen und US-amerikanischen Pop-Art-Bewegung, auch dem 1963 in Düsseldorf ausgerufenen „imperialistischen oder kapitalistischen Realismus“ stellte sich die Gruppierung gegen die „pedantesken Galanteriewaren“ der Fotorealisten und den Hyperrealismus auf der documenta 5 (FAZ vom 8. Juli 1972) sowie gegen die Informelle Kunst mit ihrer angestrebten Formlosigkeit bei größtmöglicher Spontaneität im Schaffensprozess. Vor allem distanzierten sich die elf Künstler von der abstrakten Kunst der Postmoderne, deren Ausdruck sie im Sinne einer kritischen Auseinandersetzung mit sozialen Missständen für nicht zielführend erachteten.
Damit unterschied sich Gruppe Aspekt von dem satirischen, mit Ironie gewürzten Realismus der Schule der neuen Prächtigkeit von Manfred Bluth, Johannes Grützke, Matthias Koeppel und Karlheinz Ziegler, da ihr loser Zusammenschluss, so Koeppel, aus „Wut gegen die übermächtige abstrakte Malerei, die uns aus den Ausstellungen verdrängte“, entstanden war. Im Rückblick auf 1973 erklärte Grützke 2009 gegenüber dem Tagesspiegel: „Wir haben uns nicht wegen der Malerei zusammengeschlossen […] sondern wegen der Lebensform.“
Die Gruppe Aspekt „thematisierte gesellschaftliche Situationen und historische Begebenheiten ohne dabei ein politisches Konzept widerzuspiegeln. […] Besondere Aufmerksamkeit in der Öffentlichkeit erlangten ihre Bilder auf einer Wanderausstellung, die von 1972 bis 1974 in Deutschland, Schweden und Italien zu sehen war.“ Eine weitere Ausstellungsreise, Ugly Realism, führte 1978 von London im The Roundhouse über Glasgow zur The New School in New York City. Im Anschluss löste sich die Gruppe auf. Allein Petrick und Sorge, jeder für sich, spitzten den programmatischen Ansatz weiter zu. Ihre Ausdrucksformen waren gekennzeichnet von inhaltlich provokanten Darstellungen, Verfremdungen und deformierten Extremitäten, mit Figuren in dystopischer Konstellation und in albtraumhafter Gegenüberstellung.
Vertreten wurde Gruppe Aspekt von der Berliner Galerie Poll, und wird ihr Werk noch in Teilen von der Kunststiftung Poll. Zahlreiche Arbeiten befinden sich in Kunstmuseen oder sind Teil renommierter Privatsammlungen.
In der DDR, in Abgrenzung zum staatlich verordneten sozialistischen Realismus mit utopisch idealisierten Motiven der Arbeiterklasse und des Agrarbereichs, entwickelte sich mit Überwindung des Formalismusstreits eine als Leipziger Schule bezeichnete Richtung. Sie entstand in den 1960er Jahren aus der Künstlerszene der Stadt und verzweigte sich bis in die Wendezeit in eine expressiv-leidenschaftliche, andererseits formstreng nüchtern-sachliche Wirklichkeitsauffassung. Als Vertreter gelten insbesondere Bernhard Heisig, Wolfgang Mattheuer, Werner Tübke und Doris Ziegler. Zudem ist Willi Sitte aufzuführen: auch er malte „keine Helden der Arbeit, wie sie [vom SED-Staat] gefordert wurden, sondern abgearbeitete, müde Gestalten, die gierig Bier tranken und Zigaretten rauchten“, so Wolfgang Hütt über einige Gemälden des ehemaligen Präsidenten des Verbandes Bildender Künstler der DDR; folgerichtig setzte der MDR im Titel seines Beitrags vom 4. Februar 2022 den Staatsmaler in Anführungszeichen.
Zahlreiche „Meisterwerke von 21 Künstlern der Leipziger Schule und des Kritischen Realismus aus der Sammlung des Frankfurter Kunstmäzens Fritz P. Mayer“ finden sich als „opulente Publikation, die mit über 200 Gemälden die größte und bedeutendste private Kunstsammlung zum Thema darstellt.“

## Gegenwart
Inwieweit der Kritische Realismus seine Beständigkeit behält, diese Kunstrichtung sogar neue Ausführung im 21. Jahrhundert erfährt, bleibt zu beobachten. Im Rückblick erinnerte z. B die Freie Akademie der Künste in Hamburg 2006 mit der Einzelausstellung: Frühwerk und Ausblick an den tödlich verunglückten Harald Duwe, 2016 informierte die TAZ in dem Artikel Wiederentdeckung eines Künstlers über die rund 100 Bilder umfassende Sonderausstellung Duves im Schloss Gottorf. Werke von Hans-Peter Alvermann waren 2014 in der Ausstellung German Pop in der Schirn Kunsthalle und 2018 in der Ausstellung Die Erfindung der Neuen Wilden im Aachener Ludwig Forum für Internationale Kunst zu sehen. 2018 widmete die Galerie Poll dem 2000 verstorbenen Peter Sorge einen Querschnitt durch sein Gesamtwerk unter dem Titel Does sex cause cancer?, und Rolf Brockschmidt erklärte im Tagesspiegel unter dem Titel 50 Jahre kritische Kunst: „Inzwischen ist Sorge Kunstgeschichte, aber immer noch aktuell – und eine Ausstellung im Museum lange überfällig.“
Ergänzend dazu dokumentieren Ausstellungen wie Go(o)d Speed, 2017 im Haus Liebermann über Wolfgang Petricks Arbeiten u. a. zu den New Yorker Terroranschläge am 11. September 2001: Große Zelle von 2005, 2006, die Retrospektive Petricks von 1958 und einschließlich neuer Werke bis 2022 im Wood Art Institute 2023, ebenso Doris Zieglers im Museum der bildenden Künste Leipzig 2019 im Rahmen der Ausstellung Point of No return erstmals öffentlich gezeigter Passage-Zyklus, ihre Ausstellung Ich bin Du im Kunstmuseum Moritzburg, und Zieglers Auszeichnung mit dem Max-Pechstein-Ehrenpreises 2023 mit der damit verbundenen Sonderausstellung im Max-Pechstein-Museum, oder die Aschaffenburger Ausstellung der Sammlung Fritz P. Mayer, in der Kunsthalle Jesuitenkirche 2023–2024, dass der Kritische Realismus in Zeiten ökologisch wie ökonomischer Herausforderungen durch den Klimawandel, aufgrund der Zunahme von Prekariaten und Modernisierungsverlierern, von Pandemien, militärisch ausgetragenen Konflikten und Fluchtbewegungen, seine Bedeutung bewahrt. Für 2024 kündigte die Kunsthalle Mannheim zum Jahrhundertjubiläum die Ausstellung 100 Jahre Sachlichkeit an.